# La Beaume
La Beaume – miejscowość i gmina we Francji, w regionie Prowansja-Alpy-Lazurowe Wybrzeże, w departamencie Alpy Wysokie.

## Demografia
Według danych na rok 1990 gminę zamieszkiwało 145 osób, a gęstość zaludnienia wynosiła 5 osób/km². W styczniu 2015 r. La Beaume zamieszkiwały 162 osoby, przy gęstości zaludnienia wynoszącej 5,5 osób/km²